# باب مارلی: یک عشق
باب مارلی: عشق یگانه (انگلیسی: Bob Marley: One Love) یک فیلم موزیکال زندگی‌نامه‌ای آمریکایی محصول ۲۰۲۴ به کارگردانی رینالدو مارکوس گرین است که فیلم‌نامه را مشترکاً با ترنس وینتر، فرانک ئی. فلاورز و زک بیلین نوشت. این فیلم مبتنی بر سرگذشت خواننده-ترانه‌سرا باب مارلی از رسیدنش به شهرت در میانهٔ دههٔ ۱۹۷۰ تا زمان مرگش در ۱۹۸۱ است. کینگزلی بن‌ادیر نقش اصلی مارلی را ایفا می‌کند و در کنارش لاشانا لینچ در نقش ریتا مارلی و جیمز نورتون در نقش کریس بلکول حضور دارند.
باب مارلی: عشق یگانه در ۲۳ ژانویهٔ ۲۰۲۴ در کینگستون، جامائیکا به نمایش درآمد و در ۱۴ فوریهٔ ۲۰۲۴ به‌وسیلهٔ پارامونت پیکچرز در ایالات متحده منتشر شد.

## بازیگران
- کینگزلی بن‌ادیر در نقش باب مارلی
- لاشانا لینچ در نقش ریتا مارلی
- جیمز نورتون در نقش کریس بلکول

## تولید
تصویربرداری اصلی این در دسامبر ۲۰۲۲ در لندن آغاز شد.

## بازخورد انتقادی
در وبگاه جمع‌آوری نقد راتن تومیتوز، ٪۳۶ از ۳۶ بررسی منتقدان مثبت است و میانگینِ امتیاز آن ۵٫۱/۱۰ است. این فیلم در متاکریتیک که از میانگین وزنی استفاده می‌کند، بر اساس نظر ۱۴ منتقدین امتیاز ۴۳ از ۱۰۰ را کسب کرده که نشان‌گر «نقدهای مختلط یا متوسط» است.